# Szombatfalva
Koordináták: é. sz. 46° 18′ 52″, k. h. 25° 17′ 12″46.314444°N 25.286667°E
Szombatfalva (románul Sâmbătești) egykor önálló község, ma Székelyudvarhely városrésze Romániában, Erdélyben, Hargita megyében. A város központjától 1,5 km-re északnyugatra, a Nagy-Küküllő jobb partján fekszik.

## Története
1333-ban Szentgyörgy néven említették először. Mai nevén először 1497-ben említették. 1895-ben csatolták Székelyudvarhelyhez.
Szent Györgynek szentelt római katolikus temploma 1796-ban épült.
Itt áll az Ugron család kúriája, amely 1853-ban Jókait is vendégül látta. A Kós Károly által tervezett házban itt élt az 1940-es évekig Nyirő József és felesége.
Itt született 1847. április 15-én id. Ugron Gábor a Ricciotti– Garibaldi-légió tagja, országgyűlési képviselő.